# Любовницы-вампирши
«Любовницы-вампирши» (англ. The Vampire Lovers) — фильм ужасов 1970 года. По рассказу Джозефа Шеридана Ле Фаню «Кармилла». Фильм имеет два сиквела — «Страсть к вампиру» и «Близнецы зла».

## Сюжет
Действие происходит в Штирии XIX века. После того, как семья кровососов Карнштайнов похитила сестру барона Хартога, он отправляется на поиски, чтобы прекратить её мучения. Открыв гробы вампиров, он вбивает им в грудь осиновый кол. Только молодой Миркалле удается избежать наказания.
Несколько лет спустя она появляется под именем Марцилла у генерала Шпильсдорфа и знакомится с его племянницей Лаурой. У обеих девушек развиваются лесбийские отношения, что для Лауры является очень опасным: однажды она найдена полностью обескровленной. Миркалла же исчезает и через какое-то время вновь появляется, но уже под именем Кармилла и знакомится с лучшей подругой Лауры Эммой Мортон. Когда отец Эммы Роджер отправляется по свои делам, Кармилле удается заманить в свои сети Эмму, а также её гувернантку.
Управляющий Рентон, обеспокоенный происходящим, связывается с доктором и, несмотря на скепсис последнего, принимает меры, которые в данной местности считаются эффективными против вампиров, а также сообщает о происходящем хозяину. Но уже поздно. Когда Эмму находят также обескровленной он вместе с Шпильсдорфа и Хартогом и бывшим женихом Лауры Карлом отправляются на поиски Кармиллы. Юноша пытается спасти Эмму, обезглавив вампиршу, но та развоплощается. Тем временем Хартог, генерал и Мортон находят гроб с телом Миркаллы. Шпильсдорф вбивает ей в грудь осиновый кол, а затем обезглавливает.

## Актёры
- Ингрид Питт — Марцилла, Кармилла, Миркалла Карнштайн
- Джордж Коул — Роджер Мортон
- Кейт О’Мара — гувернантка
- Питер Кашинг — генерал фон Шпильсдорф
- Ферди Мейн — доктор
- Дуглас Уилмер — барон Иоахим фон Хартог
- Мадлен Смит — Эмма Мортон
- Дон Аддамс — графиня
- Джон Финч — Карл Эбхардт, жених Лауры
- Пиппа Стил — Лаура
- Харви Хол — Рентон